# Vanariona
Vanariona (łac. Vanarionensis) – stolica historycznej diecezji we Cesarstwie rzymskim w prowincji Mauretania Cezarensis, współcześnie kojarzona z ruinami Ksar-Tyrw północnej Algierii. Obecnie katolickie biskupstwo tytularne. Od 2005 do 13 maja 2013 biskupem Vanariony był biskup pomocniczy katowicki Józef Kupny.

## Biskupi tytularni
| Lp. | Biskup                  | Funkcja                                   | Od                | Do               |
| --- | ----------------------- | ----------------------------------------- | ----------------- | ---------------- |
| 1   | Raymond James Vonesh    | biskup pomocniczy Joliet w Illinois (USA) | 5 stycznia 1968   | 16 sierpnia 1991 |
| 2   | Filipe Neri Ferrão      | biskup pomocniczy Goa e Damão (Indie)     | 20 grudnia 1993   | 12 grudnia 2003  |
| 3   | Józef Kupny             | biskup pomocniczy katowicki               | 21 grudnia 2005   | 18 maja 2013     |
| 4   | Prosper Balthazar Lyimo | biskup pomocniczy Arushy (Tanzania)       | 11 listopada 2014 |                  |